# بيتر واويرو
بيتر واويرو كاماكو (من مواليد 27 مايو 1982) هو حكم كرة قدم كيني ومدير أكاديمي وباحث .   لقد كان حكماً في الدوري الكيني الممتاز منذ عام 2013 وحكماً  في قائمة الفيفا منذ عام 2017  وهو أيضًا أستاذ الرياضيات البحتة في جامعة جومو كينياتا للزراعة والتكنولوجيا في كينيا.  

## النشأة والتعليم
ولد واويرو في نيروبي ، كينيا . التحق بمدرسة جاثري الابتدائية ومدرسة التحالف الثانوية. تخرج بدرجة بكالوريوس العلوم في الرياضيات وعلوم الكمبيوتر عام (2006) وماجستير العلوم في الرياضيات البحتة (2008) وكلاهما من جامعة جومو كينياتا للزراعة والتكنولوجيا .  حصل على درجة الدكتوراه. في الرياضيات البحتة عام 2013 من جامعة جومو كينياتا للزراعة والتكنولوجيا .   في عام 2015، حصل وايرو على دبلوم الدراسات العليا في تكنولوجيا التعليم من جامعة كيب تاون .

## مسيرته

### عمله كحكم
بدأ واويرو إدارة كرة القدم في الدوريات الدنيا في كينيا في عام 2011. وفي عام 2013، انضم إلى الدوري الكيني الممتاز وفي عام 2017 تم إدراجه كحكم للاتحاد الدولي لكرة القدم (فيفا) .  أدار العديد من بطولات مثل كأس الأمم الأفريقية تحت 20 سنة 2019، كأس الأمم الأفريقية 2019 في مصر، كأس العالم تحت 17 سنة 2019 في البرازيل، بطولة تشان 2021 حيث أدار نهائيات تشان 2021.   منذ عام 2017، أدار فاورو العديد من مباريات دوري أبطال أفريقيا،  مباريات كأس الكونفيدرالية ومباريات تصفيات كأس العالم. تم اختيار فاورو كأحد حكام بطولة كأس الأمم الأفريقية 2021 التي أقيمت بالكاميرون في الفترة من 9 يناير إلى 6 فبراير 2022. 

### محاضر
شغل واويرو مناصب مختلفة مثل مساعد تدريس أكاديمي (2007-2009)، ومتابع للبرنامج التعليمي (2009-2013)، ومحاضر (2013-2019)، ومنذ عام 2019 يعمل كمحاضر أول في جامعة جومو كينياتا. الزراعة والتكنولوجيا .  يحاضر واويرو في دورات نظرية الأعداد ونظرية الترميز والجبر.

## اعتبارات أخرى
وهو عضو في المجموعة العشرين الرائدة للحكام المحترفين كاف/فيفا 2020.